# 朱沃恩·哈里森
朱沃恩·哈里森（英語：JuVaughn Harrison，1999年4月30日—），美国男子田径运动员，主攻跳高，2018年世界U20田径锦标赛男子跳高铜牌得主、2023年世界田径锦标赛男子跳高银牌得主。